# Arcipreste de Hita

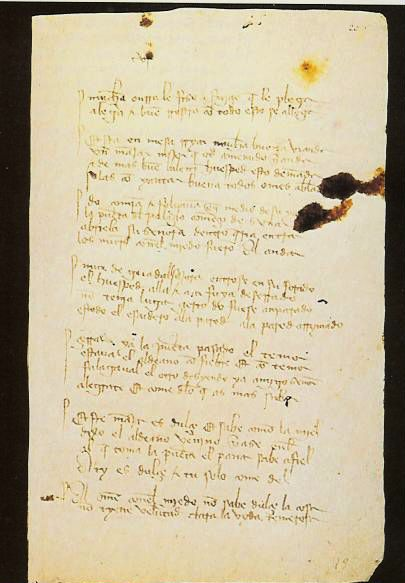
Página de um dos manuscritos do Livro de bom amor, conservada na Biblioteca Nacional de Madrid.

Juan Ruiz (Alcalá de Henares,c. 1284 - c. 1351), conhecido como o Arcipreste de Hita, foi o criador de uma obra miscelânea predominantemente narrativa em verso que constitui uma das obras literárias mais importantes da literatura medieval espanhola, o Livro de bom amor.

## Biografia
Juan Ruiz foi clérigo e exerceu de arcipreste em Hita, atual província de Guadalajara. São conhecidos poucos dados sobre a sua biografia, apenas o seu nome e o de um dos protagonistas do seu livro, Ferrán García, num documento de um cedulário conservado na catedral de Toledo. Os aspectos pseudobiográficos da sua obra fizeram que alguns eruditos tratassem de deduzir certos aspectos da vida do autor. Nasceu provavelmente em Alcalá de Henares — embora Emilio Saéz e José Trenchs postulassem Alcalá la Real —, por volta de 1283. Deveu cursar estudos em Toledo, Hita, Alcalá de Henares ou alguma localidade desta zona, e seguramente foi encarcerado por ordem do arcebispo de Toledo Gil de Albornoz. Contudo, filólogos como Spitzer, M.R. Lida e Battaglia questionaram o rigor de muitos destes supostos. Igualmente foi um grande afeiçoado à música, como o prova o seu conhecimento da matéria através do léxico muito especializado que maneja. Uma única obra sua é conhecida, o Livro de bom amor, talvez redigida no cárcere. A sua morte é estimada que ocorreu antes de 1351, pois nesse ano o cargo de arcipreste de Hita já era ocupado por outra pessoa, um tal Pedro Fernández.

### Controvérsia sobre o lugar de nascimento
De uma passagem do Livro de bom amor, deduziu-se que Juan Ruiz nasceu numa localidade chamada Alcalá. Assim o recolhe Ramón Gonzálvez Ruiz numa sessão plenária sobre o arcipreste em 2002:
| “ | Ao longo do seu livro Juan Ruiz foi semeando dados sobre a sua biografia pessoal. Ele deveu nascer em Alcalá, como sugestiona o verso famoso com que Trotaconventos saúda a moura em nome do Arcipreste: "Filha, muito vos saúda um que é de Alcalá" (estrofe 1510a). Esta afirmação é um dos fatos que podem ser aceites como verídicos, porque encaixa coerentemente com o restante das notícias pessoais que aparecem no Livro de bom amor e na sentença arbitral [na qual aparece o seu nome como "uenerabilibus Johanne Roderici arquipresbítero de Fita"]. Não parece haver motivos fundados para pôr em dúvida este dado da sua biografia. | ” |

Gonzálvez Ruiz, após analisar o percurso biográfico do Arcipreste de Hita, que está relacionado com Talavera, Toledo, Alcalá de Henares e Hita, afirma:
| “ | Em virtude do seu cargo teve de viajar para Toledo com frequência, talvez mais de uma vez por ano, e são-lhe familiares esta cidade, Talavera e, com certeza, Alcalá de Henares, a vila que melhor conhece, o seu lugar de nascimento e não afastada de Hita. | ” |

Atualmente, duas cidades disputam ser o berço deste escritor : Alcalá de Henares (Madrid) e Alcalá la Real (Jaén). Ambas esgrimem diferentes razões para acreditar ter sido lugar de nascimento do mesmo.
A principal razão pela qual é considerado a Juan Ruiz oriundo de Alcalá de Henares é a cercania geográfica com Hita (Guadalajara), lugar donde foi Arcipreste, e certamente, próximo dos episódios mais conhecidos da sua vida: a ordem do Arcebispo de Toledo Gil de Albornoz de "fiscalizar a vida dos clérigos de Talavera" e o seu posterior encarceramento no convento de São Francisco de Guadalajara, arciprestado de Hita, etc.
Pela sua vez, a hipótese de Alcalá la Real é minoritária e incerta. É baseada da hipótese de Juan Ruiz ser um personagem com nome e sobrenomes: Juan Ruiz de Cisneros, filho bastardo de Arias González, senhor de Cisneros, que esteve cativo em tal cidade de 1280 a 1305, data de nascimento do escritor. A partir daí, examinando o Livro do Bom Amor, os autores que postulam esta hipótese assinalam numerosos paralelismos com a vida deste Juan Ruiz de Cisneros. Também é realizada ocasionalmente uma análise em estilo do livro no que se faz ênfase nos traços que poderiam provir da literatura muçulmana e andaluza.